# والموت
والموت (انگلیسی: Valmont Industries) شرکت تولید صنعتی آمریکایی است، که در سال ۱۹۴۶ تأسیس شد.